# 1856年のスポーツ
- 年度別スポーツ記事一覧

## 競馬

### イギリス
クラシック
- 2000ギニー - ファッツォレット
- 1000ギニー - マンガネーゼ
- エプソムダービー - エリントン
- エプソムオークス - ミンスパイ
- セントレジャーステークス - ウォーロック

その他主要レース
- アスコットゴールドカップ - ウィンクフィールド
- グランドナショナル - フリートレーダー

### フランス
- ジョッケクルブ賞 - リオン

## ボート
- オックスフォード・ケンブリッジ大学対抗レガッタ優勝：ケンブリッジ大学

- ロンドン・ボート・クラブ結成

## ラクロス
- 最初のラクロスチーム、モントリオールラクロスクラブ設立

## 誕生
- 5月6日 - ロバート・ピアリー（アメリカ、探検家、+1920年）